# Richard Dawkins
Vous lisez un « bon article » labellisé en 2010.
Pour les articles homonymes, voir Dawkins.
Richard Dawkins, né le 26 mars 1941 à Nairobi, est un biologiste, vulgarisateur, théoricien de l'évolution et éthologiste britannique, membre de la Royal Society. Il est également professeur émérite au New College de l'université d'Oxford.
Il acquiert la consécration avec son livre de 1976 intitulé Le Gène égoïste, qui popularise la théorie de l'évolution centrée sur les gènes et introduit le terme de « mème ». En 1982, il développe cette théorie dans son ouvrage Phénotype étendu puis publie en 2006 Pour en finir avec Dieu, vendu à plus de deux millions d'exemplaires et traduit en trente et une langues.
Vice-président de la British Humanist Association, il est reconnu comme un ardent défenseur du rationalisme, de la pensée scientifique et de l'athéisme. Il est résolument anticlérical et est aussi l'un des principaux critiques anglophones du créationnisme, du dessein intelligent et des pseudosciences. Il s'est rendu célèbre également pour sa controverse amicale, mais ferme, avec son collègue Stephen Jay Gould sur la question des équilibres ponctués.
En plus de ses nombreux ouvrages scientifiques, Dawkins promeut sa vision rationnelle au travers de films et documentaires, de conférences et de débats télévisés sur les grandes radios ou chaînes nationales du monde entier. Il complète son action sur le terrain associatif en créant et dirigeant la Fondation Richard-Dawkins pour la raison et la science.

## Biographie

### Jeunesse et éducation

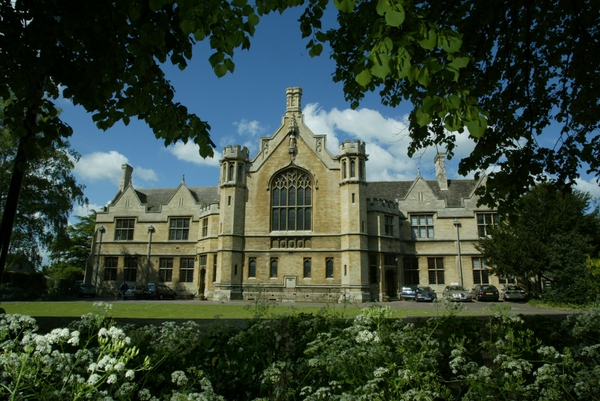
L'Oundle School, où Dawkins fut élève.

Clinton Richard Dawkins naît le 26 mars 1941 à Nairobi, au Kenya (alors une colonie britannique). Sa mère, Jean Mary Vyvyan (née Ladner), et son père, Clinton John Dawkins, vivent alors au Nyassaland (actuellement Malawi) où ils travaillent pour le compte de l'administration coloniale britannique. Son père est appelé à rejoindre le régiment des King's African Rifles durant la Seconde Guerre mondiale, puis revient en Angleterre en 1949. Le jeune Richard Dawkins est alors âgé de huit ans. Cette même année, son père hérite d'un terrain au nord de Chipping Norton, dans l'Oxfordshire, qu'il utilise pour créer une ferme. Ses deux parents, intéressés par les sciences naturelles, répondent aux questions de Richard Dawkins en termes scientifiques.
Il décrit sa jeunesse comme une « éducation anglicane normale », bien qu'il commence à douter de l'existence de Dieu à l'âge de neuf ans. Adolescent, il arrive à la conclusion que la biologie évolutive est une meilleure explication à la complexité de la vie, et devient athée,. Il déclare ainsi « la principale raison pour laquelle j'étais croyant était mon admiration pour la complexité de la vie et le sentiment qu'il y avait un créateur. J'ai pensé cela jusqu'à ce que je réalise que le darwinisme était une explication bien meilleure, qui coupait l'herbe sous le pied à l'argument d'un créateur ».
Dawkins fait ses études à l'Oundle School dans le Northamptonshire de 1954 à 1959, puis au Balliol College à l'université d'Oxford, où il étudie la zoologie avec pour tuteur le lauréat du prix Nobel de médecine spécialiste d'éthologie Nikolaas Tinbergen. Il obtient son diplôme en 1962. Il obtient le diplôme de Master of Arts puis de Doctor of Philosophy en 1966, et reste un an de plus en tant qu'assistant chercheur à l'université. Tinbergen est alors un des pionniers dans la recherche du comportement animal, particulièrement sur les questions relatives à l'instinct, à l'apprentissage et à la prise de décision. Ses recherches, au cours de cette période, portent alors sur l'établissement de modèles décrivant la prise de décision chez l'animal,.

### Carrière académique

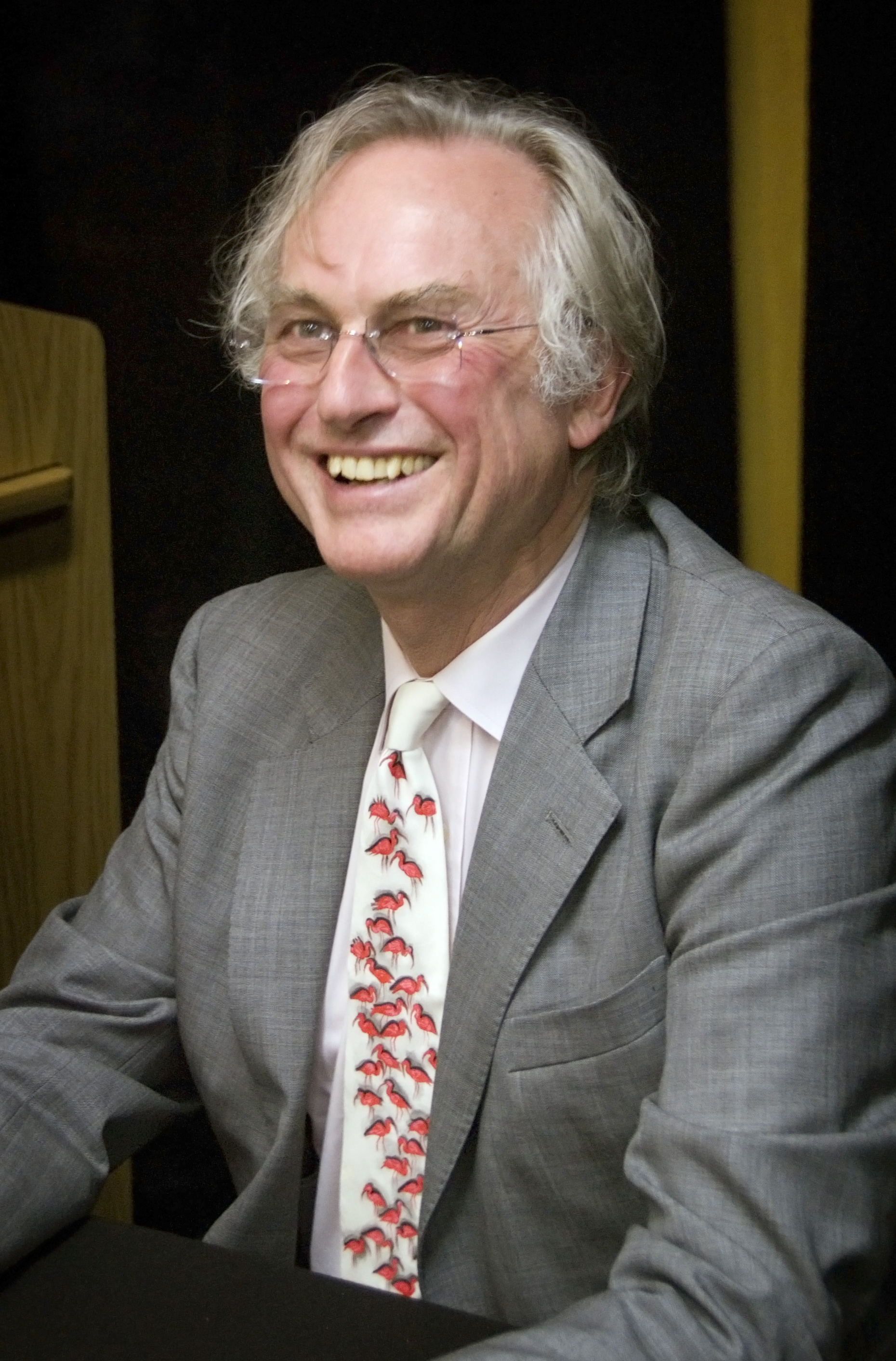
Richard Dawkins en 2009.

De 1967 à 1969, Richard Dawkins est professeur assistant en zoologie à l'université de Berkeley, en Californie. Durant cette période, les étudiants et responsables de l'université de Berkeley s'opposent fermement à l'intervention américaine au Viêt Nam, et Richard Dawkins s'implique dans ce mouvement. Il retourne à l'université d'Oxford en 1970 comme conférencier en zoologie, et est nommé directeur de thèse.
En 1995, Dawkins est nommé « Professeur pour la compréhension de la science » à l'université d'Oxford, une place qui appartenait auparavant à Charles Simonyi, avec comme objectif que le nouveau détenteur de ce poste « fasse d'importantes contributions pour que le public comprenne la plupart des domaines scientifiques ». Après avoir été récompensé par de nombreux prix prestigieux lors de sa carrière, il prend sa retraite à l'âge de 67 ans en septembre 2008, en déclarant vouloir « écrire un livre à l'intention des plus jeunes afin de les avertir des méfaits causés par la croyance en des contes de fées non-scientifiques ».
Richard Dawkins est généralement surnommé par les médias le « rottweiler de Darwin », par analogie avec le biologiste anglais Thomas Henry Huxley, qui était surnommé le « bulldog de Darwin » pour son soutien sans faille aux idées de Charles Darwin sur l'évolution des espèces,,.

### Vie privée
Richard Dawkins a été marié trois fois, et a une fille. Le 19 août 1967, Dawkins épouse l'éthologiste Marian Stamp dans le Comté de Waterford en Irlande, dont il divorce dix-sept ans plus tard, en 1984. Le 1er juin de la même année, Dawkins épouse Eve Barham à Oxford − avec qui il aura une fille, Juliet Emma Dawkins − et dont il finit par divorcer également.
En 1992, il se remarie une troisième fois avec l'actrice Lalla Ward dans le district du Borough royal de Kensington et Chelsea. Les nouveaux mariés se sont rencontrés par le biais d'un ami commun, Douglas Adams, qui travaillait avec Lalla Ward dans la série de science-fiction Doctor Who diffusée à la BBC. Lalla Ward a illustré plus de la moitié des ouvrages de Richard Dawkins et est la conarratrice des versions audio des livres de son mari (notamment Il était une fois nos ancêtres, Pour en finir avec Dieu et Le Plus Grand Spectacle du monde).

## Travaux

### Le gène égoïste
Dans ses travaux scientifiques, Richard Dawkins est essentiellement connu pour sa théorie de l'évolution centrée sur le gène. Cette théorie est clairement décrite dans son livre Le Gène égoïste (1976), dans lequel il explique que « toute vie évolue en fonction des chances de survie des entités répliquées ». Cette conception forme également la trame de l'ouvrage le Phénotype étendu (1982).

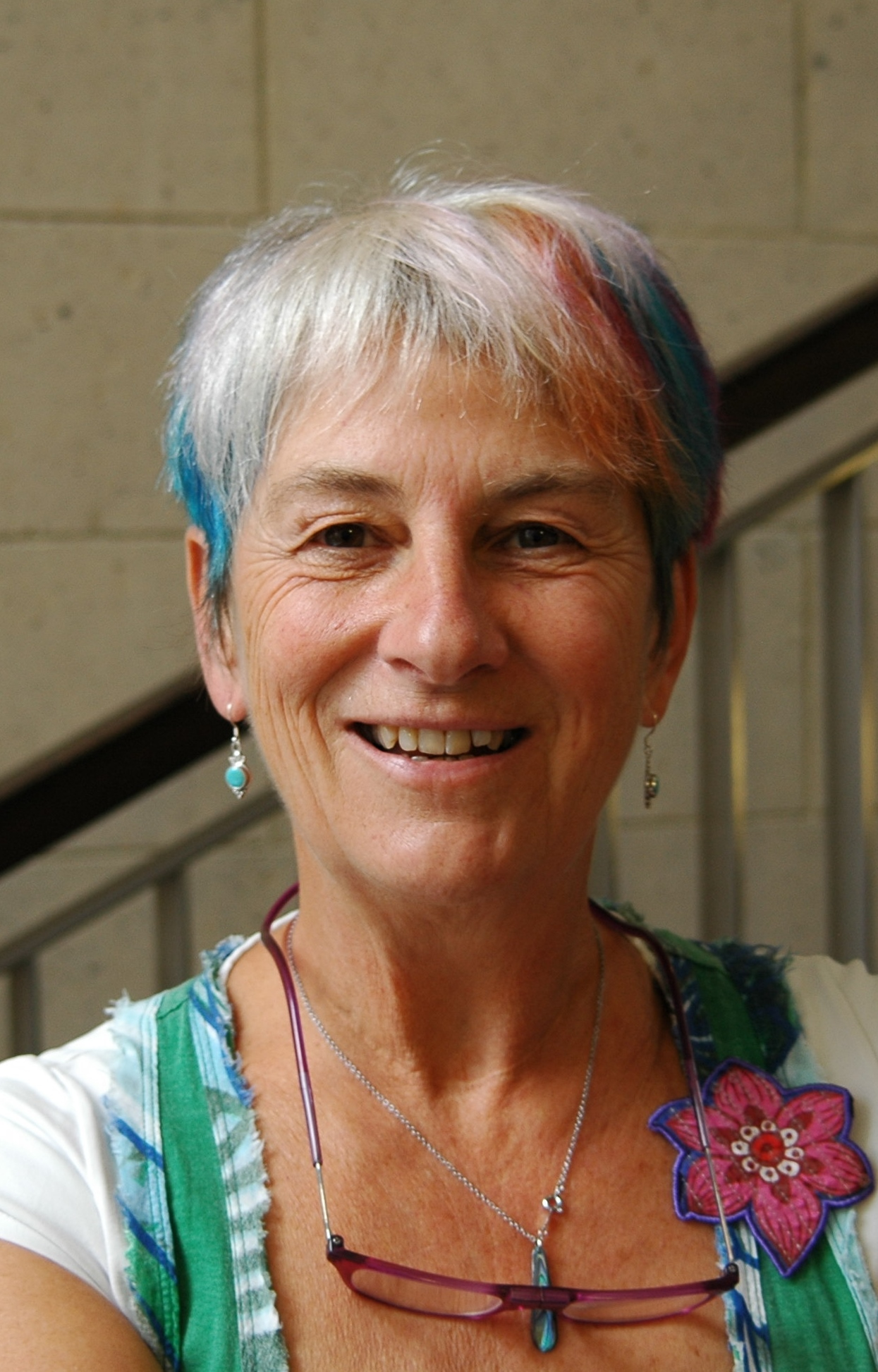
Susan Blackmore continue les travaux lancés par Richard Dawkins.

De par son métier d'éthologiste (étude du comportement animal) il s'inscrit dans une lecture darwinienne de l'étude des comportements du vivant. Il émet l'hypothèse selon laquelle le gène est la principale unité de sélection dans l'évolution. Interrogeant les mécanismes de la sélection sexuelle, puis de parentèle, il aborde la sélection par le groupe. Richard Dawkins démontre dans une approche mécaniste de la transmission et de la sélection des gènes, que les  comportements dits « altruistes » sont aussi le fruit de l'évolution et sont adaptatifs et ce « malgré » l'égoïsme du gène. La transmission au grand public de ses hypothèses de travail va être freinée par la médiatisation du titre de son livre Le Gène égoïste. Il développe cela dans ses recherches. Il est particulièrement sceptique vis-à-vis de l'hypothèse selon laquelle la sélection de groupe serait une base de compréhension de l'altruisme.
Ce comportement apparaît à première vue être un paradoxe pour la théorie darwinienne de l'évolution, qui repose sur le mécanisme de la sélection naturelle, car l'aide offerte aux semblables coûte des ressources précieuses dans la lutte pour la vie et diminue la valeur sélective de l'individu. Auparavant, beaucoup interprétaient l'altruisme comme un aspect lié à la sélection de groupe : les individus faisaient ces sacrifices pour améliorer les chances de survie de la population ou de l'espèce, et non spécifiquement pour eux-mêmes. Le biologiste britannique spécialiste de l'évolution W. D. Hamilton a développé l'hypothèse de l'évolution centrée sur le gène pour expliquer l'altruisme en termes de valeur sélective inclusive et de sélection de parentèle ; ces individus se comportent donc de façon altruiste avec leurs semblables car ils partagent beaucoup de leurs gènes propres.
De la même manière, Robert Trivers, travaillant sur le modèle de l'évolution centré sur la génétique, développe la théorie de l'« altruisme réciproque », qui décrit le fait qu'un organisme fournit un bénéfice à un autre dans l'attente d'une réciprocité future.
Dans Le Gène égoïste, Richard Dawkins explique qu'il utilise la définition du gène de George C. Williams en tant qu'« entité qui se divise et se recombine avec une fréquence mesurable ». Dans Phénotype étendu, Dawkins suggère que du fait de la recombinaison génétique et la reproduction sexuée, d'un point de vue d'un gène pour un individu, les autres gènes sont constitutifs de l'environnement dans lequel il doit s'adapter.
Ce concept de gène égoïste a créé des controverses du fait de ses implications philosophiques, en ouvrant notamment la voie à une théorie de l'esprit. Il est toutefois défendu par Daniel Dennett qui en fait la promotion, tout en défendant le réductionnisme en biologie,,. Certaines nouvelles disciplines ont émergé de cette école de pensée, comme la sociobiologie et la psychologie évolutionniste. Certains biologistes pensent au gène égoïste comme un des mécanismes par lequel la sélection intervient, et l'utilisent dans leurs travaux.
Des controverses sur ces travaux s'inscrivent dans ce qui est appelé « les guerres darwiniennes », et engendrent de nombreux débats. Par exemple, entre Richard Dawkins et le paléontologue américain Stephen Jay Gould sur cette problématique du gène égoïste. Malgré leurs désaccords, Dawkins et Gould ne sont pas en conflit ouvert l'un contre l'autre, : Dawkins dédicaça une grande partie de son livre A Devil's Chaplain (2003) à Gould, décédé un an plus tôt,.

### Mème et mémétique selon Richard Dawkins
Richard Dawkins invente le mot « mème », contraction du terme mimeme (équivalent culturel du « gène ») pour décrire comment les principes darwiniens pouvaient être étendus pour expliquer la façon dont les idées et les phénomènes culturels se répandent. La discipline en découlant est la mémétique.
Les mèmes de Richard Dawkins font référence à toute entité culturelle qu'un observateur pourrait considérer comme un réplicateur. Il pose l'hypothèse que de nombreuses entités culturelles sont capables de se répliquer, généralement d'humains en humains, et d'évoluer comme des réplicateurs efficaces (bien que non parfaits) d'informations et de comportements. Les mèmes (comme les gènes) ne sont pas toujours copiés parfaitement, et peuvent s'affiner, se combiner, se modifier en d'autres idées, créant de nouveaux mèmes, qui seront à leur tour des réplicateurs plus ou moins efficaces que leurs prédécesseurs ; cette théorie est constitutive de l'hypothèse de l'évolution socioculturelle, qui est analogue à la théorie de l'évolution biologique basée sur les gènes. Depuis l'énoncé original de cette théorie dans son livre Le Gène égoïste, Dawkins a laissé de nombreux auteurs l'étendre et la compléter, comme Susan Blackmore,,.

### Actions militantes

#### Atheist Bus Campaign

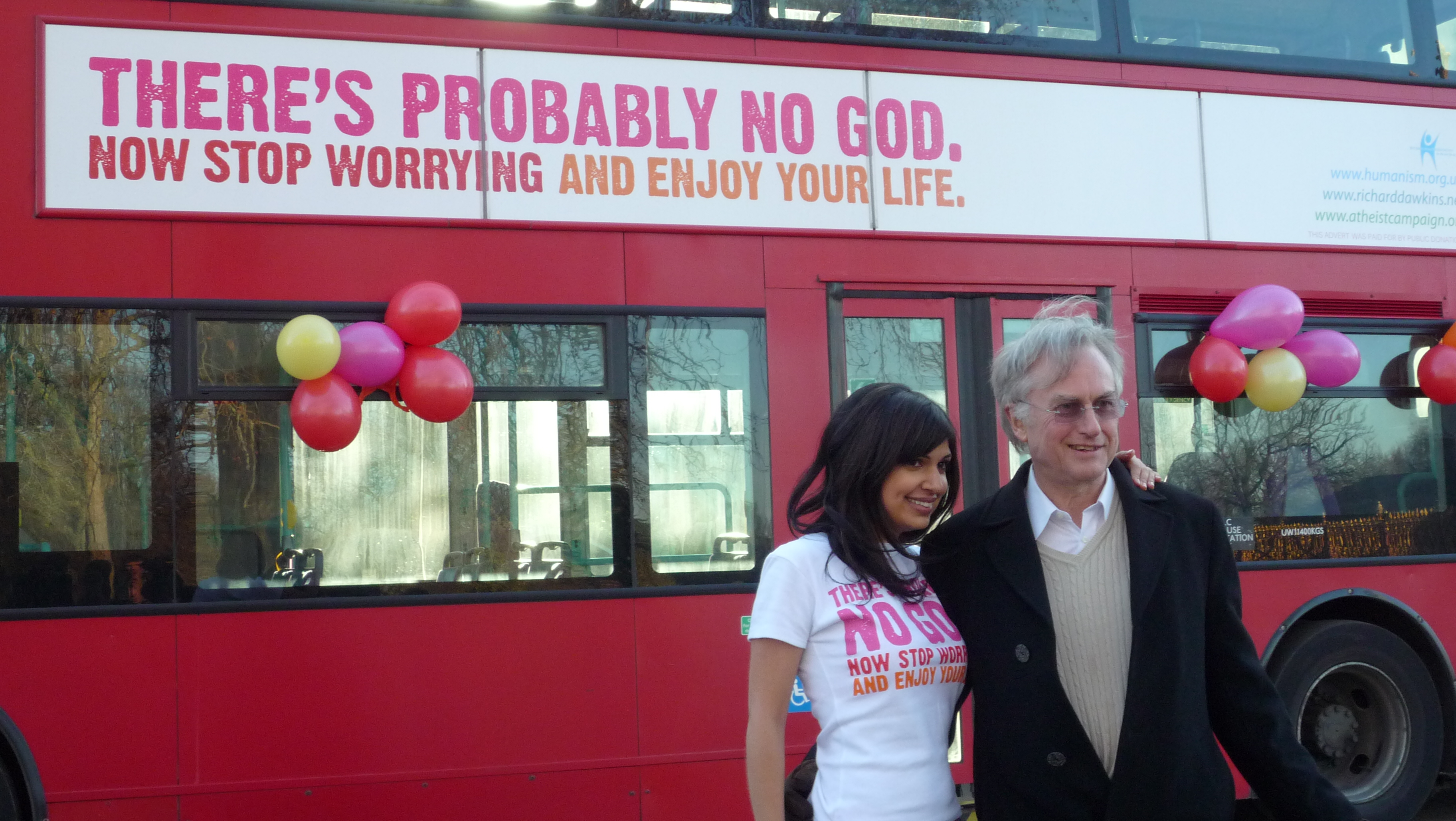
Richard Dawkins avec Ariane Sherine devant l'un des bus.

En octobre 2008, Dawkins soutient, de façon officielle, la première initiative publicitaire britannique athée. Cette campagne, menée par la journaliste Ariane Sherine, du journal The Guardian, a pour objectif de collecter des fonds en vue de faire la promotion de l'athéisme par le biais de bus à Londres ; avec la promesse de Richard Dawkins d'offrir une somme équivalente à l'ensemble des fonds collectés, à concurrence de 5 500 livres sterling.
La campagne connut un succès important, collectant 100 000 livres sterling en seulement quatre jours, et attirant une couverture importante par la presse. La campagne s'est achevée le 11 avril 2009, après avoir levé un total de 153 516,51 £ (soit environ 178 600 €). La campagne commença dès janvier 2009 avec le slogan : « Dieu n'existe probablement pas. Maintenant, arrêtez de vous inquiéter, et profitez de la vie. »
Dawkins présenta cette campagne comme « une alternative aux slogans dans les bus londoniens qui ont pour objet la religion ». Effectivement, peu avant le lancement de la campagne, une campagne publicitaire agressive, dans les transports en commun, d'une organisation chrétienne et de son site internet, JesusSaid.org, promettait « les tourments éternels de l'enfer » aux non-chrétiens.

#### Critique du pape Benoît XVI
En 2010, Dawkins soutient une tentative de mise en accusation du pape Benoît XVI pour crimes contre l'humanité. Avec un autre militant antireligieux, Christopher Hitchens, Dawkins aurait exploré la possibilité de faire arrêter le pape en s'inspirant des démarches qui avaient permis l'arrestation de l'ex-dictateur Augusto Pinochet lors d'un séjour au Royaume-Uni en 1998.
Le 15 septembre 2010, avec cinquante-quatre autres personnalités, Dawkins publie dans The Guardian une lettre ouverte pour s'opposer à la visite d'État du pape au Royaume-Uni.

## Athéisme et rationalisme

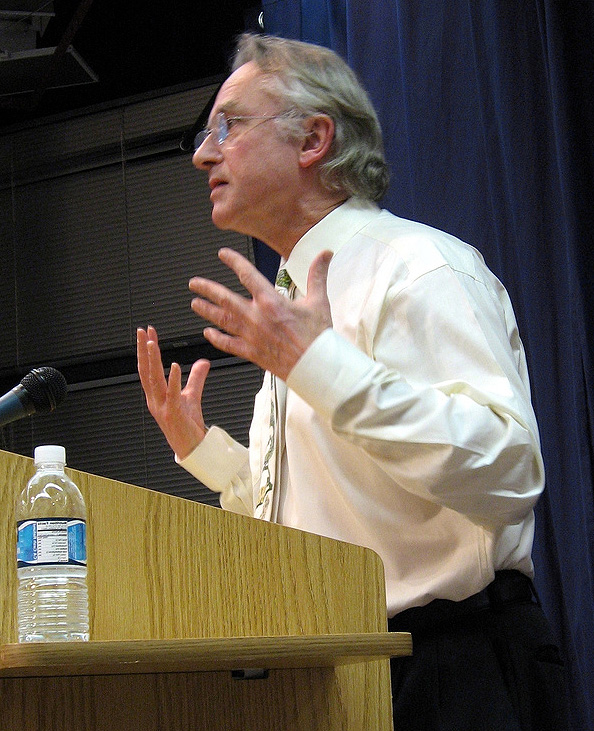
Dawkins lors d'un discours en Californie, le 29 octobre 2006.

Dawkins se définit comme humaniste, sceptique et rationaliste. Il se déclare comme un agnostique quasi-certain de la non-existence de Dieu, existence dont il considère la probabilité comme « très très faible ». Il décrit donc sa position comme radicalement différente de celle d'un agnosticisme qui estimerait égales les probabilités que Dieu existe ou n'existe pas. Il évalue son degré de certitude de non-existence de Dieu à « 6,9 sur une échelle de 7 ». Il est membre du Mouvement des brights.
Il s'est de fait impliqué dans des organisations correspondant aux valeurs qu'il défend. À partir de 1996, lors d'un débat à Oxford en présence de Shmuley Boteach, il est présenté comme l'« athée le plus connu au monde ». Il est en effet décrit comme étant critique envers les religions, et athée militant ,.
Il est membre d'honneur de la National Secular Society, vice-président de la British Humanist Association (depuis 1996), militant d'honneur de l'Humanist Society of Scotland, lauréat de l'humanisme par l'Académie internationale de l'humanisme et membre du Committee for Skeptical Inquiry,,,.
Dawkins indique que sa vision scientifique naturaliste est la base de son athéisme. Dans son livre de 1986 L'Horloger aveugle, il écrit que même au temps de David Hume, Dieu n'était pas considéré comme une explication complète pour la complexité des structures biologiques, mais que l'humanité a dû attendre Charles Darwin pour qu'il lui soit possible d'être raisonnablement athée.
Dans son essai de 1991 Viruses of the Mind (dans lequel le terme « souffrant de la foi » apparaît), il suggère que la mémétique peut permettre d'analyser et d'expliquer le phénomène des croyances religieuses et certaines caractéristiques communes des religions, comme la croyance qu'un jugement attendrait les non-croyants.

## Critique des religions

### Incompatibilité avec la science

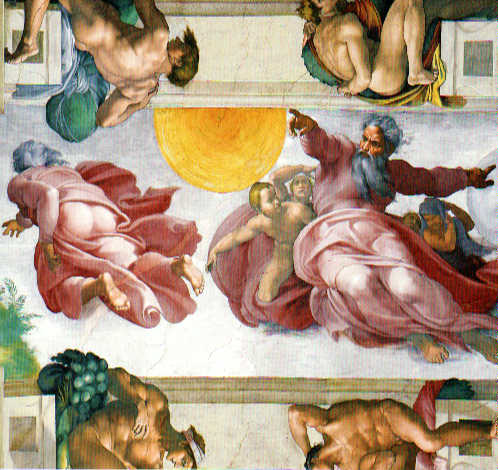
Représentation de la création par Dieu du Soleil et de la Lune. Le créationnisme est l'une des cibles de Richard Dawkins.

D'après Dawkins, la foi − croyance qui n'est pas fondée sur des preuves − est l'un des plus grands maux terrestres ; il la compare ainsi à un virus difficile à éradiquer. Il affirme que l'athéisme est une extension logique de la compréhension de l'évolution et que la religion est intrinsèquement incompatible avec la science.
Il souligne ainsi que les croyances devraient être étayées par des preuves et de la logique. S'il entretient de bons rapports avec la communauté scientifique chrétienne, il est toutefois en désaccord profond avec le principe de non-recouvrement des magistères défendu par Stephen Jay Gould, qui propose de distinguer le domaine de la recherche des faits et celui de la recherche du sens.
Richard Dawkins considère que la science ne laisse pas d'espace à la croyance religieuse et que Gould n'a proposé cette image que comme une « manœuvre politique » pour gagner les hésitants au « camp de la science »,.

### Critique du créationnisme et du dessein intelligent
Richard Dawkins est un critique farouche du créationnisme. Il décrit notamment le créationnisme Jeune-Terre comme « une absurdité, fruit du mensonge d'un esprit pauvre ».

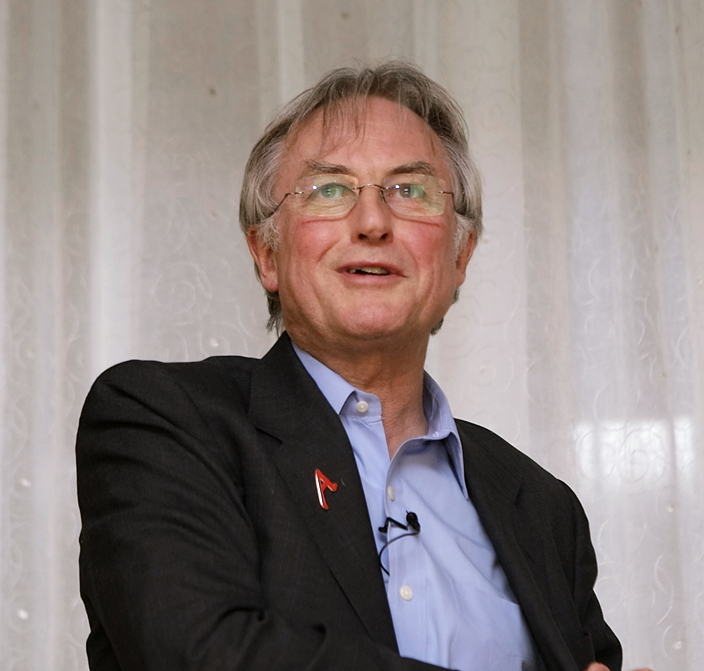
Richard Dawkins, portant une épinglette « A écarlate » (mars 2008).

En 1986, il participe à un débat aux côtés du biologiste anglais John Maynard Smith contre deux créationnistes, Arthur Ernest Wilder-Smith, adepte du créationnisme Jeune-Terre, et Edgar Andrews, président de la Biblical Creation Society. Cette participation fut exceptionnelle ; en général, Richard Dawkins suit sur ce point le conseil de son ancien adversaire mais néanmoins collègue Stephen Jay Gould et refuse de participer à des débats formels avec des créationnistes pour ne pas leur donner « la source de respectabilité qu'ils recherchent ». Il rappelle que « les créationnistes se moquent d'être mis à mal par un argument rationnel. Ce qui importe est l'obtention d'une reconnaissance, en apportant leurs arguments devant le public »,,.
Dans son livre, L'Horloger aveugle (1986), Richard Dawkins adresse une critique vigoureuse du dessein intelligent, mouvement aux prétentions scientifiques qui a depuis majoritairement remplacé le créationnisme Jeune-Terre dans le monde anglo-saxon. Dans son livre, il s'emploie plus largement à réfuter l'analogie de l'horloger créateur, rendue célèbre en Angleterre au XVIIIe siècle par le théologien William Paley dans son livre Natural Theology. Paley présentait les arguments selon lesquels la vie et le monde étaient trop compliqués et fonctionnaient trop bien pour exister uniquement par le fruit du hasard, et que les choses étaient si complexes qu'elles ne pouvaient qu'être « conçues » (designed en anglais) par un créateur. Dawkins y soutient que la sélection naturelle est une explication suffisante pour expliquer les fonctionnalités vivantes et une complexité non aléatoire du monde biologique, dans laquelle la nature joue un rôle d'horloger aveugle, automatique et dénué d'intelligence .
Dawkins s'est par ailleurs opposé avec force à l'imposition du dessein intelligent dans les manuels de science, en disant qu'il ne s'appuyait sur « absolument aucun argument, si ce n'est un argument religieux ». Il a notamment adressé des critiques directes à l'égard de l'organisation britannique La Vérité en Science, qui fait la promotion de l'enseignement du dessein intelligent dans les écoles publiques, et souhaite, par le biais de sa Fondation Richard-Dawkins pour la raison et la science, fournir des livres et DVD dans les écoles, afin de contre-attaquer ce qu'il considère comme « un scandale éducatif qui aurait des conséquences désastreuses »,.

### Extrémisme et fondamentalisme
Une large palette d'arguments contre les croyances religieuses existe chez Dawkins. Il cite par exemple l'extrémisme religieux, le terrorisme islamiste, et le fondamentalisme chrétien ; il débat de ces thèmes avec de nombreux scientifiques croyants et avec les théologiens dont les points de vue sont libéraux ou modérés.
Bien que rejetant toute croyance religieuse, Dawkins se décrit comme de culture chrétienne, allant même jusqu'à proposer le slogan « Atheists for Jesus » (« les athées avec Jésus »), mais rappelle que son opposition aux religions est double, puisqu'elles sont à la fois à la source de nombreux conflits et qu'elles justifient le fait de croire sans preuves,,.
Après les attentats du 11 septembre 2001, il dénonça l'attaque comme une preuve supplémentaire de la dangerosité des religions, indignes de respect,. Par suite, il indique que les athées devaient être fiers, parce que l'athéisme était la preuve d'un esprit sain et indépendant.

### Personnes vulnérables

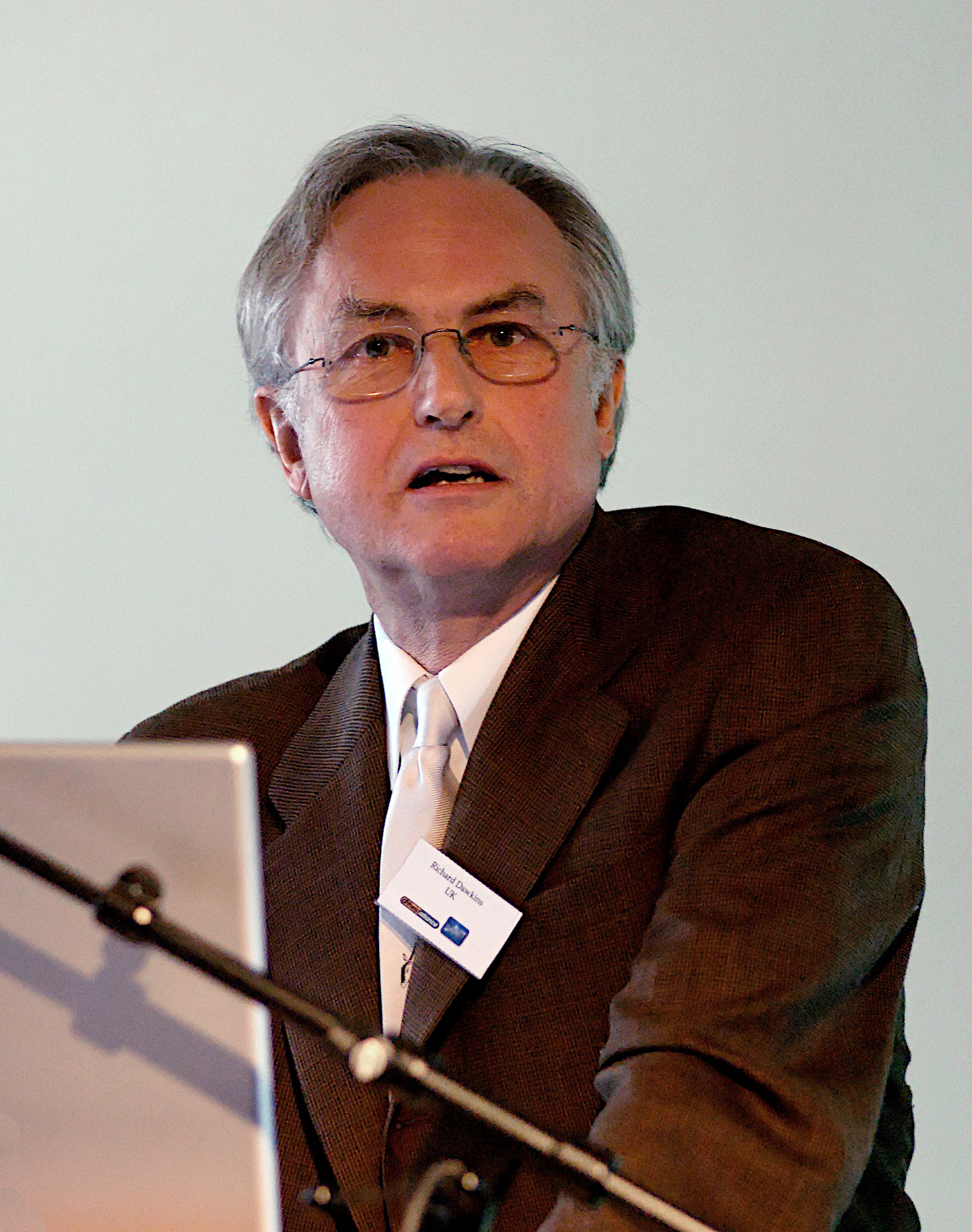
Richard Dawkins le 24 juin 2006.

Richard Dawkins considère l'éducation et la liberté de pensée comme les premiers outils de lutte contre les dogmes religieux et l'endoctrinement. Ces outils permettent de combattre les stéréotypes, et d'adopter une vision naturaliste du monde (Dawkins utilise le terme bright),.
Mettant en cause l'endoctrinement des enfants dans la religion dès le plus jeune âge, il souligne le fait que ce qu'il considère comme un bourrage de crâne mène à des conflits sectaires, et que les expressions « Enfant catholique » ou « Enfant musulman » devraient être considérées comme absurdes, au même titre que celle d'« Enfant marxiste ». De fait, d'après lui, les enfants ne devraient pas être classés en fonction des idéologies de leurs parents. Selon Richard Dawkins, il n'existe pas d'enfants chrétiens ou d'enfants musulmans, tant que ces jeunes gens n'ont pas la capacité de décider s'ils veulent devenir chrétiens ou musulmans, comme ils le font, par exemple, pour devenir marxiste. Ainsi, il préconise qu'aucune intrusion de nature religieuse ne devrait avoir lieu dans les écoles.

### Militantisme et réactions
En 2007, Richard Dawkins lance la Out Campaign pour encourager les athées du monde entier à déclarer leur non-croyance publiquement. Inspirée du mouvement pour les droits des homosexuels, cette initiative a pour objectif d'accroître l'attention du public sur le nombre de personnes athées en vue de réduire les opinions négatives que peut avoir la majorité religieuse,.
En septembre 2008, à la suite d'une plainte du créationniste islamiste Adnan Oktar, une cour judiciaire de Turquie a censuré l'accès du site web de Richard Dawkins. La cour a invoqué l'« insulte à une personnalité »,,. Le site est redevenu disponible en Turquie depuis juillet 2011.
Enfin, au cours de la Convention athée mondiale de Melbourne, en 2010, Richard Dawkins fut largement critiqué par des chrétiens pour avoir évoqué un « pape nazi », pensant qu'il faisait référence au pape Benoît XVI, ce dernier ayant appartenu aux Jeunesses hitlériennes en 1941. En réalité, l'expression désignait le pontife Pie XII, pape pendant la Seconde Guerre mondiale.

### Soutiens et reconnaissance

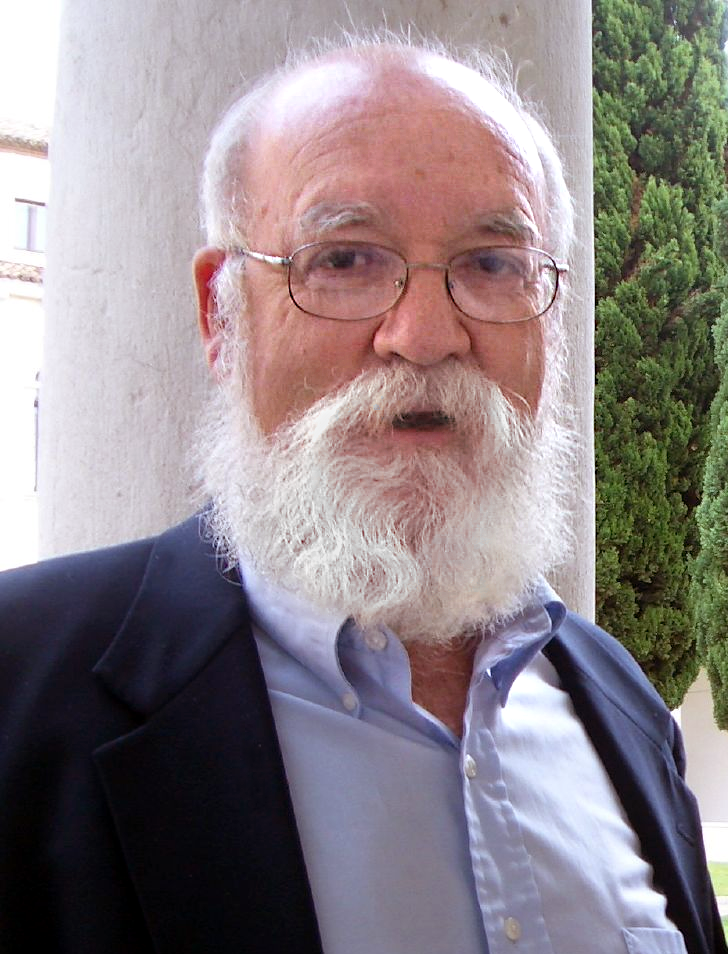
Daniel Dennett.

Dawkins a obtenu une grande visibilité du public lors des débats sur l'incompatibilité entre science et religion depuis son ouvrage Pour en finir avec Dieu (2006), qu'il considère comme son meilleur livre. Son succès a été interprété comme un signe de changement de la philosophie actuelle et de la culture anglo-saxonne, sa contribution étant importante dans l'augmentation de la popularité de la littérature athée. Il est souvent associé, dans ce succès que connaît l'athéisme, à Sam Harris, Christopher Hitchens et Daniel Dennett. Ils constituent ce que la presse anglo-saxonne a pour habitude de nommer les « quatre cavaliers de l'athéisme ».

## Critiques
Le philosophe Antony Flew voit en lui un « intolérant antireligieux », tandis que le théologien Alister McGrath reproche à Dawkins son « dogmatisme » et son « fondamentalisme athée », et le fait qu'il soit devenu un « propagandiste antireligieux agressif avec un mépris évident pour les preuves n'allant pas dans son sens ». Le critique littéraire Terry Eagleton lui reproche aussi sa « férocité doctrinale qui a commencé à empiéter sur son style » ainsi que son ignorance en matière de théologie tandis que le romancier Howard Jacobson le décrit comme un « homme en colère » qui fait la promotion d'un « athéisme agressif » manquant d'imagination et de curiosité.
Le philosophe Alvin Plantinga écrit que « Dawkins ne fournit aucune bonne raison de penser que l'avancement actuel de la biologie entre en conflit avec la foi chrétienne ». Dawkins a aussi été accusé de lâcheté par des universitaires pour ses refus répétés de débattre en face à face avec le philosophe et apologète William Lane Craig,.
Plusieurs livres ont été publiés dans le monde anglo-saxon contestant les opinions de Dawkins, notamment Dawkins' God et The Dawkins Delusion? d'Alister McGrath, God's Undertaker: Has Science Buried God? de John Lennox et Reason, Faith, and Revolution: Reflections on the God Debate de Terry Eagleton.

## Autres prises de positions

### Critique des pseudo-sciences

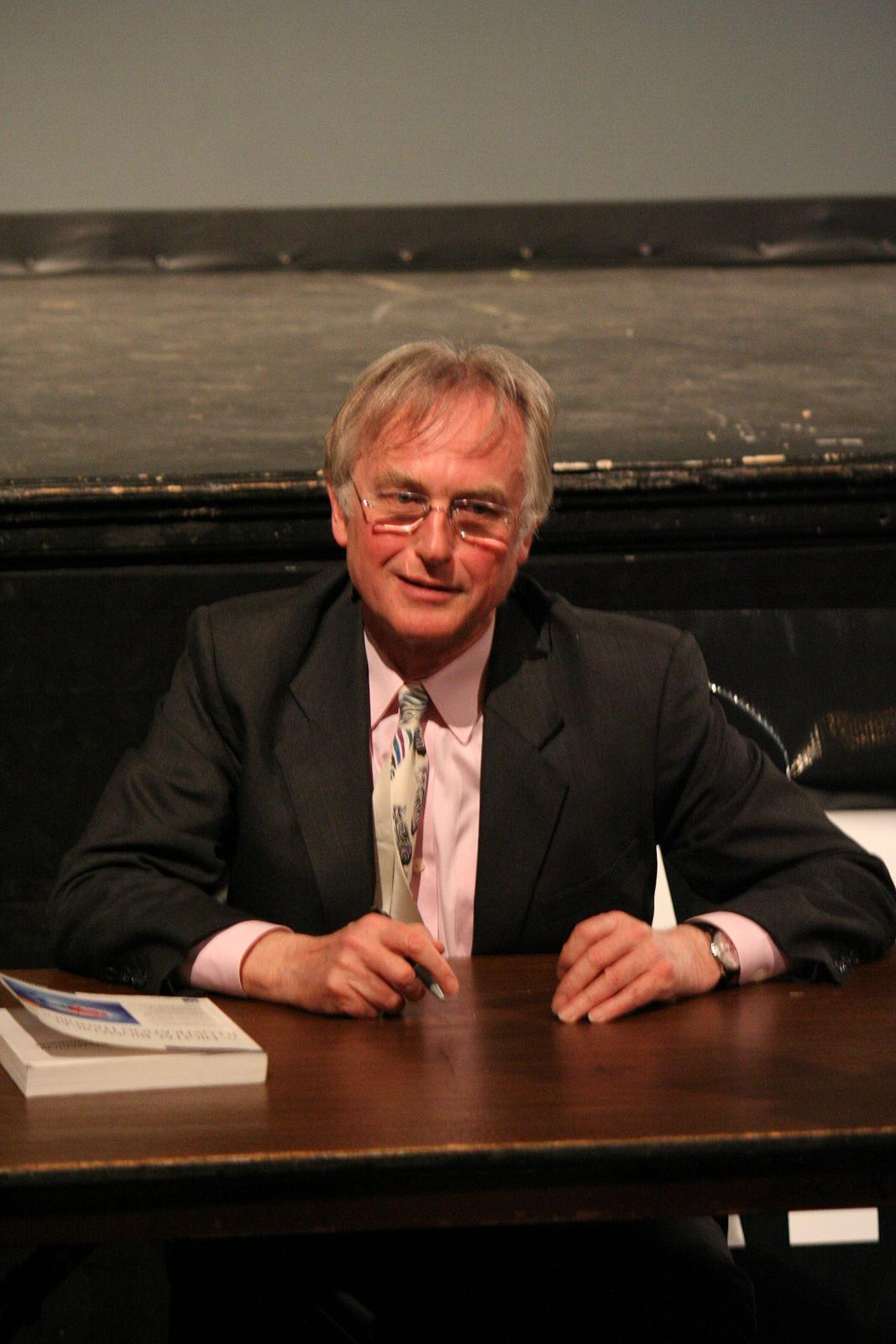
Richard Dawkins à l'université du Texas (Austin), en mars 2008.

Richard Dawkins est un critique des pseudosciences et de la médecine alternative. Dans son livre de 1998 Les Mystères de l'arc-en-ciel, Dawkins met notamment en cause l'accusation du poète John Keats selon laquelle Isaac Newton n'aurait pas dû expliquer le mécanisme de formation de l'arc-en-ciel, diminuant sa beauté, et prônant l'ignorance en la matière. Il fait suivre le raisonnement en demandant si l'étude des espaces astronomiques, des millions d'années d'évolution et les travaux de microscopie en biologie n'ont pas plus de beauté qu'un mythe ou d'autres pseudo-sciences.
Dawkins y écrit un avant-propos en hommage au journaliste John Diamond, rédacteur de Snake Oil, un livre destiné à démystifier la médecine alternative, et dans lequel il affirme que la médecine alternative est nuisible, parce qu'elle détourne les patients de traitements conventionnels qui auraient fonctionné, et donne aux gens de faux espoirs. Richard Dawkins écrira à ce propos qu'« il n'existe pas de médecine alternative. Il existe seulement la médecine qui fonctionne et celle qui ne fonctionne pas ».
Il renchérit sur ses propos dans un documentaire télévisé en 2007, Les Ennemis de la Raison, dans lequel il débat des dangers d'abandonner l'esprit critique et rationnel basé sur des preuves scientifiques. Il cite notamment parmi les pseudo-sciences l'astrologie, le spiritisme, la radiesthésie, les « fois alternatives », la médecine alternative et l'homéopathie. Il a noté à ce sujet que les lois sur la diffamation en Grande-Bretagne, et en particulier la façon dont elles sont appliquées à Londres, étouffent les critiques des pseudosciences,.
L'hypothèse Gaïa de l'écologiste anglais James Lovelock est critiquée par Dawkins comme étant une pseudo-science mêlant théories scientifiques et mysticisme écologique. Lovelock considère que la planète Terre est semblable, voire identique à un être vivant du fait, par exemple, que les organismes vivant à sa surface parviennent à réguler la composition de l'atmosphère. Richard Dawkins insiste sur le fait que la planète n'a que peu de caractéristiques d'un organisme vivant (bien qu'elle en ait quelques-unes), et qu'il lui manque en particulier les notions de « compétition », de « prédateurs » et en bref de « pression de sélection » pour en faire un organisme au sens de ceux forgés par la sélection naturelle.

### Vision environnementale

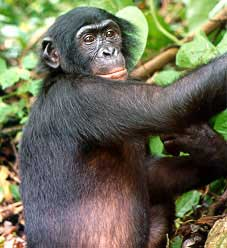
Le bonobo fait partie des grands singes.

Richard Dawkins, en tant qu'écologiste, a pris des positions claires sur certains aspects relatifs aux droits des animaux. Il soutient notamment l'organisation internationale Great Ape Project qui demande l'extension des droits moraux et légaux à l'ensemble des grands singes. Il a d'ailleurs contribué à la rédaction d'articles dans le livre Great Ape Project édité par Paola Cavalieri et l'antispéciste Peter Singer. Dans cet article, il met en cause les valeurs morales de la société actuelle envers les animaux, celle-ci étant jugée spéciste,.
Dawkins a aussi fait part de ses inquiétudes vis-à-vis de l'accroissement démographique de la population humaine et des problématiques liées à la surpopulation. Dans son livre Le Gène égoïste, il fait ainsi référence à l'Amérique latine, dont la population, en moyenne, double tous les quarante ans. Il incrimine notamment l'Église catholique relativement à son action contre le planning familial et le contrôle de la démographie, attestant que les leaders politiques qui ne prennent pas de mesures en faveur de la contraception et expriment leur préférence pour des méthodes dites naturelles de contrôle de la démographie s'exposent à de graves problèmes de famine,.
La zoologue Lucy Cooke a été l'élève de Richard Dawkins.

### Dans les médias
Dans son documentaire Les Ennemis de la Raison, il met en exergue le fait qu'Internet puisse être utilisé pour répandre la haine religieuse et les théories conspirationnistes contre les preuves matérielles et les raisonnements. Afin de promouvoir ces derniers éléments, Richard Dawkins a mis en place une série de télévision en cinq parties, s'intitulant Le Génie de la Grande-Bretagne, dans laquelle il invite les scientifiques Stephen Hawking, James Dyson, Paul Nurse, et Jim Al-Khalili. Cette émission se fait en collaboration avec Channel 4. Le programme a, de façon plus large, pour but de faire connaître les grandes découvertes scientifiques britanniques à travers l'histoire,.

## Trophées et récompenses

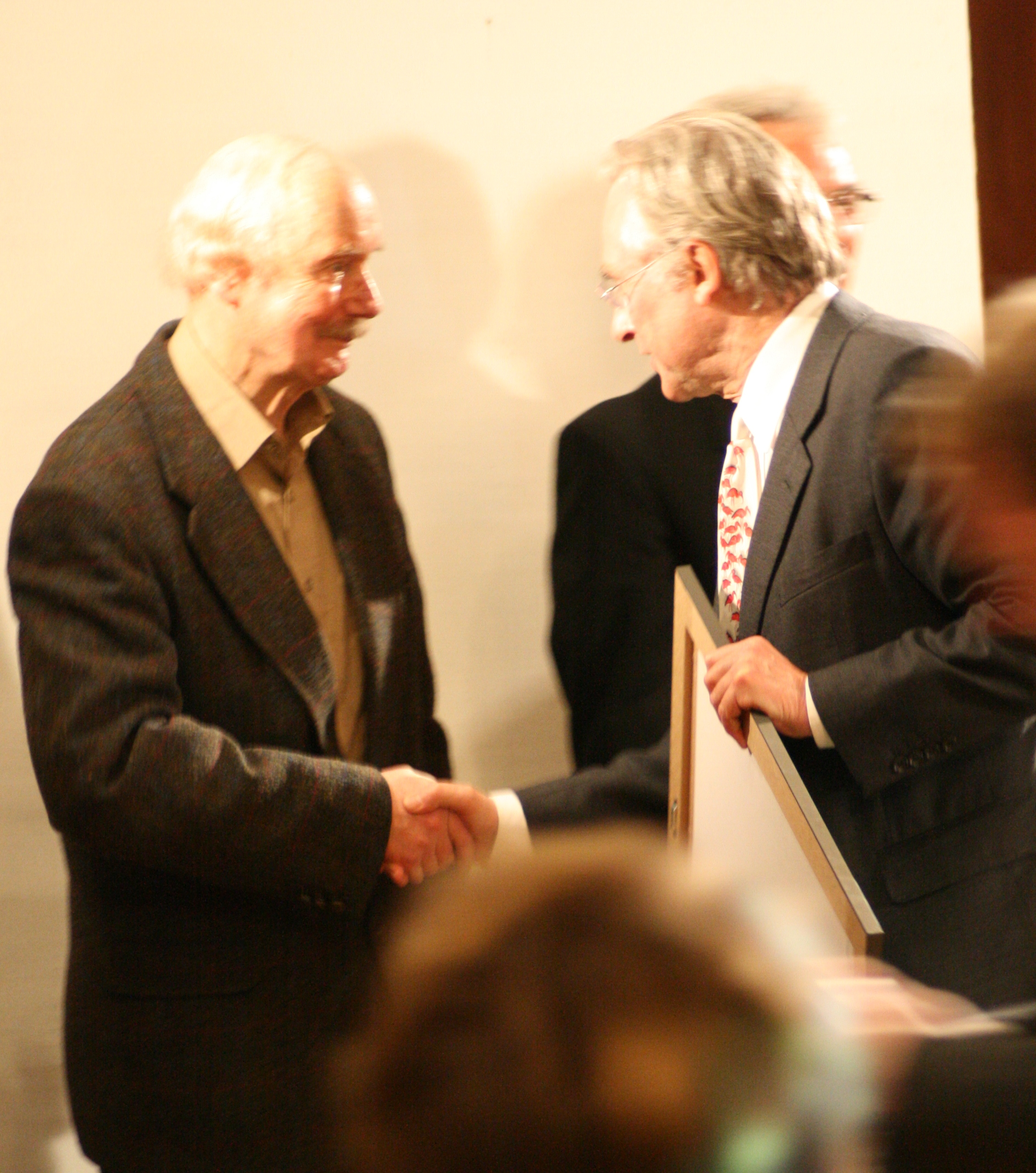
Richard Dawkins recevant le prix Deschner à Francfort, le 12 octobre 2007.

Richard Dawkins a reçu de nombreux prix pour ses contributions à la science. Il fut promu docteur en sciences de l'université d'Oxford en 1989, et reçut un doctorat honorifique en science des universités d'Huddersfield, de Westminster, de Durham, de Hull, d'Anvers, d'Aberdeen, ou encore de l'Open University, du Vrije Universiteit Brussel, et de l'université de Valence,.
Il est aussi docteur honorifique en lettres de l'université de St Andrews et de l'université nationale australienne, et fut élu membre de la Royal Society of Literature en 1997 puis de la prestigieuse Royal Society en 2001. Il est enfin un des parrains de l'Oxford University Scientific Society. En 1987, Dawkins reçoit un prix littéraire du Los Angeles Times pour L'Horloger aveugle.
Le monde de l'astronomie lui rend hommage en désignant (8331) Dawkins un astéroïde découvert en 1982. Sa contribution à la zoologie lui vaut de recevoir la médaille d'argent de la Société zoologique de Londres en 1989. Il obtient aussi des récompenses dans plusieurs autres domaines des sciences : le Finlay Innovation Award et le prix Michael-Faraday en 1990, le prix Nakayama en 1994, et, dans le cadre de son humanisme militant, le prix de l'humaniste de l'année 1996 décerné par l'American Humanist Association. Ce « prix de l'humaniste de l'année 1996 » lui sera retiré en 2021 en raison de ce que l'American Humanist Association interprète comme des « positions qui simulent l'apparence de la parole scientifique à l'égard de minorités opprimées », en particulier « l'identité Noire » et « les identités des personnes transgenres».
La liste des récompenses est encore longue, puisqu'il obtient aussi le prix international Cosmos en 1997, le prix Kistler et la médaille de la présidence de la République d'Italie en 2001, la médaille Kelvin de la Royal Philosophical Society of Glasgow en 2002 et le prix Nierenberg en 2009.
En 2005, la Fondation Alfred-Toepfer basée à Hambourg lui remet le prix Shakespeare en reconnaissance de « sa présentation concise et accessible du savoir scientifique ». Il remporte le prix Lewis-Thomas de l'université Rockefeller pour la vulgarisation scientifique en 2006 et le prix du meilleur auteur britannique de l'année 2007 lors des Galaxy British Book Awards.
En 2007, il est présent dans le Time 100, la liste des 100 personnes les plus influentes au monde dressée par le Time, et reçoit le prix Deschner, des mains de l'Allemand Karlheinz Deschner,,. Dawkins est aussi reconnu comme un intellectuel de renom. Il apparaît dans la liste des cent plus grands intellectuels britanniques du magazine Prospect en 2004, 2005 et 2008,. Enfin, en reconnaissance pour son engagement et sa promotion de l'athéisme, l'Alliance internationale athée remet, depuis 2003, un prix Richard-Dawkins lors de ses conférences annuelles, afin d'honorer ceux qui travaillent à attirer l'attention du public vers l'athéisme pendant l'année.

## Publications

### Livres
- Le Gène égoïste (en anglais : The Selfish Gene), 1976  (ISBN 0-1928-6092-5).
- The Extended Phenotype, 1982 –  (ISBN 0-1928-8051-9).
- L'Horloger aveugle (en anglais : The Blind Watchmaker), 1986  (ISBN 0-3933-1570-3).
- Le Fleuve de la vie (River Out of Eden, 1995  (ISBN 0-4650-6990-8)).
- Climbing Mount Improbable, 1997  (ISBN 0-3933-1682-3).
- Qu'est-ce que l'Évolution ? Le fleuve de la Vie, Hachette Littératures, coll. « Pluriel », 1997 (ISBN 978-2-01-279247-0).
- Les Mystères de l'Arc-en-Ciel (en anglais : Unweaving the Rainbow), 1998  (ISBN 0-6180-5673-4).
- A Devil's Chaplain, 2003  (ISBN 0-6183-3540-4).
- Il était une fois nos ancêtres : une histoire de l'évolution (en anglais : The Ancestor's Tale: A Pilgrimage to the Dawn of Life), 2005.
- Pour en finir avec Dieu, (en anglais : The God Delusion), 2006  (ISBN 978-2-2211-0893-2).
- The Oxford Book of Modern Science Writing. ed. 2008  (ISBN 0-199-21680-0).
- Le Plus Grand Spectacle du monde (en anglais : The Greatest Show on Earth: The Evidence for Evolution), 2010  (ISBN 978-2221112373).
- The Magic of Reality: How We Know What's Really True, 2011  (ISBN 1-4391-9281-2).
- An Appetite for Wonder: The Making of a Scientist, 2013  (ISBN 978-0-062-22579-5).
- Brief Candle in the Dark: My Life in Science, 2015  (ISBN 978-0-59307-256-1).
- Science in the Soul: Selected Writings of a Passionate Rationalist, 2017  (ISBN 978-1-4735-4166-5).
- Dieu ne sert plus à rien: Lettre ouverte aux nouvelles générations sur la religion et la science (en anglais : Outgrowing God: A Beginner's Guide), 2020  (ISBN 978-2845473447).
- Books Do Furnish a Life. 2021.
- Flights of Fancy: Defying Gravity by Design and Evolution (en). 2021.
- The Genetic Book of the Dead: A Darwinian Reverie (en). 2024.

### Contributions à des livres
- The Atheist's Guide to Christmas, The Friday Project Limited, 2010  (ISBN 978-0007389827)

### Films documentaires
- Nice Guys Finish First (1986)
- The Blind Watchmaker (1987)
- Growing Up in the Universe (1991)
- Break the Science Barrier (1996)
- The Root of All Evil? (2006)
- The Enemies of Reason (2007)
- The Genius of Charles Darwin (2008)
- Faith School Menace (2010)
- Sex, Death and the Meaning of Life (2012)[116]
- Les Incroyants (2013)

### Vidéos
- Richard Dawkins ; questions-réponses, novembre 2010 par Reddit

### Album
- Endless Forms Most Beautiful (2015), album du groupe de métal symphonique finlandais Nightwish, pour lequel Richard Dawkins prête sa voix sur plusieurs titres. Il apparaît en personne à la fin du concert de Wembley Arena, le 19 décembre 2015, clôturant la tournée mondiale 2015 du groupe. C'est sa première participation à un concert de métal[117].